# Heinz Budde
Heinz Budde (* 8. Oktober 1925 in Bochum; † 14. September 1991 in Köln) war ein deutscher Volkswirt und Politiker (CDU).

## Leben und Beruf
Nach dem Besuch der Volksschule und dem Notabitur 1943 am Reformrealgymnasium wurde Budde zur Wehrmacht eingezogen und nahm als Soldat am Zweiten Weltkrieg teil. 1946 absolvierte er einen Sonderkurs zur Erlangung der Reifeprüfung mit Abitur. Anschließend nahm er ein Studium der Wirtschafts- und Sozialwissenschaften sowie der Philosophie an der Universität zu Köln auf, das er 1952 mit der Prüfung zum Diplom-Volkswirt beendete.
Budde engagierte sich bereits während seines Studiums als aktiver Mitarbeiter in der Christlich-Sozialen Bewegung und war seit 1949 als Sozialreferent in der Katholisch-Deutschen Studentenvereinigung tätig. 1953 wurde er als Bildungsleiter in der Katholischen Arbeitnehmer-Bewegung (KAB) beschäftigt. Seit 1954 arbeitete er als Dozent am Katholisch-Sozialen Institut in Bad Honnef. Außerdem war er Vorsitzender der Arbeitsgemeinschaft katholisch-sozialer Bildungswerke in der Bundesrepublik. Daneben ging Budde einer schriftstellerischen und publizistischen Tätigkeit nach. Er wirkte als Mitarbeiter bei zahlreichen Zeitungen und Zeitschriften sowie beim Rundfunk. Des Weiteren veröffentlichte er diverse Bücher.

## Partei
Budde trat im Januar 1946 in die CDU ein, war Mitbegründer der Jungen Union (JU) in der britischen Besatzungszone und Vorsitzender des JU-Kreisverbandes Bochum. 1963 wurde er Mitglied im Hauptvorstand der Christlich-Demokratischen Arbeitnehmerschaft (CDA).

## Abgeordneter
Budde gehörte dem Deutschen Bundestag von 1965 bis 1969 an. Er war über die Landesliste Nordrhein-Westfalen ins Parlament eingezogen.

## Veröffentlichungen
- Die Arbeitnehmerschaft in der Industriegesellschaft: Beiträge und Versuche zu einer sozialen und politischen Standortbestimmung der christlich-sozialen Bewegung. Ludgerus Verlag Hubert Wingen, Essen 1963